# Athée (Mayenne)
Athée település Franciaországban, Mayenne megyében. Lakosainak száma 453 fő (2022. január 1.). Athée La Chapelle-Craonnaise, Cossé-le-Vivien, Craon, Denazé és Livré-la-Touche községekkel határos.

## Népesség
A település népességének változása:
| Lakosok száma | 542  | 461  | 408  | 489  | 507  | 501  | 495  | 476  | 466  | 453  |
|               | 1968 | 1982 | 1990 | 2006 | 2013 | 2015 | 2017 | 2019 | 2020 | 2022 |